# آلان كوربن
آلان كوربن (بالفرنسية: Alain Corbin)‏ هو مؤرخ فرنسي، ولد في 12 يناير 1936 في Lonlay-l'Abbaye ‏ في فرنسا.